# Anne Herscovici
Pour les articles homonymes, voir Herscovici.
Anne Herscovici, née le 25 décembre 1949, est une femme politique belge, membre d'Ecolo.
Licenciée en sciences sociales et en criminologie, elle est sociologue. 

## Fonctions politiques
- Conseillère communale à Ixelles
- Conseillère CPAS à Ixelles
- Présidente du CPAS à Ixelles de 2001-2007
- députée au Parlement bruxellois, délégué à la Communauté française:
  - du 26 juin 1999 au 3 avril 2001
  - du 23 juin 2009 au 25 mai 2014
  - du 18 janvier 2019 au 26 mai 2019